# Масуда, Ёнэдзи
Ёнэдзи Масуда (яп. 增田米二 Масуда Ёнэдзи, 1905—1995) — японский социолог и футуролог, один из авторов концепции информационного общества. В 1972 представил «План для информационного общества — национальная цель к 2000», который позже был расширен и вышел в виде книги «Информационное общество как постиндустриальное общество» (1980).